# Opérations en Birmanie (1942-1943)
Théâtre d'Asie du Sud-Est de la Seconde Guerre mondiale
Batailles
Invasion japonaise de la Birmanie :
- Rivière Bilin
- Pont de la Sittang
- Pégou
- Barrage routier de Taukkyan
- Route Yunnan-Birmanie (Tachiao
- Oktwin
- Taungû)
- Shwedaung
- Prome
- Yenangyaung

Opérations en Birmanie (1942-1943) :
- Arakan
- The Hump
- Chindits
- Nord de la Birmanie et ouest du Yunnan

Opérations en Birmanie en 1944 :
- Chindits (2)
- Admin Box
- U-Go (Imphal
- Sangshak
- Court de tennis
- Kohima)
- Myitkyina
- Mogaung
- Mont Song

Opérations en Birmanie (1944-1945) :
- Meiktila et Mandalay
- Pakokku et Irrawaddy
- Colline 170
- Île de Ramree
- Tanlwe Chaung
- Dracula
- Elephant Point
- Coude de la Sittang

La campagne de Birmanie, durant la Seconde Guerre mondiale, s'est étendue sur une période de plus de trois ans, de 1942 à 1945. La première année, l'Armée impériale japonaise, avec l'aide des forces thaïlandaises et des insurgés indépendantistes birmans, a expulsé de Birmanie les forces armées britanniques et les troupes chinoises.
Après les pluies torrentielles de la mousson, les Alliés lancent deux offensives. L'échec d'une attaque sur la province côtière d'Arakan a tout d'abord un effet très négatif sur le moral des Alliés; des améliorations notables au niveau de l'administration et de la formation, ainsi que les succès très médiatisés du raid des troupes du brigadier Orde Charles Wingate viennent ensuite leur redonner quelque peu espoir. Le regain d'activité des Alliés a sans doute joué un rôle dans la décision des commandants japonais de lancer l'année suivante une offensive majeure, qui s'avèrera finalement désastreuse.

## Inde et Birmanie, de mai à décembre 1942
Au début de l'année 1942, les Japonais ont repoussé les Alliés vers la frontière indo-birmane, les conduisant à se réfugier en Inde. Le 10 mai 1942, la Thaïlande, alliée à l'empire du Japon, a également pénétré en Birmanie, repoussant les Chinois dans le Yunnan et annexant l'est de l'État Shan. Les conditions de terrain et de logistique aboutissent ensuite à limiter les opérations alliées et japonaises. La frontière entre la Birmanie et l'Inde est, pour l'essentiel, une région infranchissable, comptant très peu de routes carrossables et une topographie montagneuse recouverte de jungle. Si les Japonais avaient accès à des voies ferroviaires ou fluviales jusqu'au port de Kalewa sur la rivière Chindwin, les Alliés ne pouvaient utiliser que des ferroviaires inadaptées et des liens fluviaux allant jusqu'à Dimapur, dans la vallée de la rivière Brahmaputra, d'où une seule route était disponible pour accéder à Imphāl.

### Situation du côté allié
Le théâtre militaire extrême-oriental n'avait jusqu'alors bénéficié que d'une attention limitée de la part des chefs d'état-major du Royaume-Uni, dont les efforts étaient plutôt concentrés sur le Moyen-Orient et l'Europe, l'administration américaine de Franklin Roosevelt privilégiant l'affrontement avec l'Allemagne nazie.  Peu de moyens avaient été accordés aux troupes basées en Inde; les nouvelles unités de l'armée britannique des Indes recevaient une formation plus adaptée préparées à une guerre dans le désert qu'à un affrontement dans la jungle. En décembre 1942, il devient cependant évident que la Guerre du désert est terminée pour l'essentiel.
Les efforts des Alliés ont également été perturbés par les désordres politiques et sociaux se déroulant à l'est de l'Inde britannique. Après la défaite des Alliés du début 1942, de violentes protestations se produisent au Bengale et à Bihar, l'intervention de nombreuses troupes britanniques s'avérant nécessaire pour les mater. Le passage d'un typhon en 1942 entraine l'année suivante, au Bengale, une terrible famine qui cause plus de trois millions de morts, emportés par la malnutrition ou par la maladie. La privation de l'approvisionnement en riz en provenance de la Birmanie, ainsi que l'exportation du riz indien vers d'autres théâtres d'opération ont contribué au désastre en réduisant les réserves de nourriture, la situation étant encore aggravée par les bombardements sporadiques des Japonais, ainsi que par la corruption et l'inefficacité du gouvernement du Bengale.

### Situation du côté japonais
Les Japonais consolident leurs positions en Birmanie. Les quartiers généraux demandent au lieutenant général Shojiro Iida, commandant de la XVe armée son opinion quant à la reprise de l'offensive après la mousson. Iida consulte à son tour ses supérieurs sur place, notamment le lieutenant-général Renya Mutaguchi, commandant de la XVIIIe Armée impériale japonaise, lequel estime que le terrain trop difficile et les problèmes logistiques imposent de retarder les plans d'attaques. 
Les Japonais dissolvent l'Armée pour l'indépendance birmane de Aung San, dont les effectifs ont beaucoup augmenté durant l'invasion japonaise de la Birmanie ; cette force armée indépendantiste est jugée trop désorganisée et, dans certains cas, a connu des heurts avec les Japonais. Une nouvelle force de défense, l'Armée de défense birmane, supervisée par des officiers japonais et comptant jusqu'à 3000 soldats, est mise en place au printemps 1942. Le 1er août 1943, les Japonais accordent l'indépendance à la Birmanie, formant un gouvernement birman dirigé par Ba Maw. Ce gouvernement a néanmoins peu de pouvoir réel, les Japonais gardant pour l'essentiel le contrôle de l'administration birmane. Aung San devient ministre de la guerre et prend la tête de l'Armée nationale birmane, nouvelle force armée qui remplace l'Armée de défense birmane et devient l'armée officielle du régime. L'économie birmane, déjà en piètre état, du fait des combats, est encore affaiblie par les dommages occasionnés à ses réseaux de transport et par l'absence d'accès au marché extérieur pour le riz et les autres produits birmans. 
Les efforts du lieutenant-général Iida pour promouvoir les intérêts birmans sont sans cesse contrecarrés par Tokyo. Iida est finalement muté en 1943, principalement pour s'être opposé à la politique économique japonaise en Birmanie.

## Opérations et stratégie

### Première campagne à Arakan
Malgré leurs difficultés, les Alliés montent deux opérations durant la saison sèche de 1942-43.  Une offensive à petite échelle est d'abord menée dans la région côtière de Arakan en Birmanie.  L'armée orientale indienne, sous le commandement du général britannique Noel Irwin, a l'intention de ré-occuper la péninsule de Mayu et de l'île de Akyab, où se trouve un important terrain d'aviation.  Le 21 décembre 1942, la XIVe division d'infanterie indienne entame son offensive vers Donbaik, à peu de distance du bout de la péninsule; les troupes indiennes sont finalement stoppées par une petite force japonaise (initialement composée de deux bataillons, lesquels bénéficiaient cependant d'une bonne artillerie) occupant un bunker quasiment imprenable.  Les forces indiennes et britanniques, dépourvues de blindés, tentent à plusieurs reprises des assauts, mais sont à chaque fois repoussées en perdant des effectifs. 
Des renforts japonais arrivent ensuite depuis le centre de la Birmanie.  Traversant des chaînes de montagnes et des rivières, ils arrivent à destination le 3 avril 1943 et frappent le flanc gauche de la XIVe division britannique. Les quartiers généraux de la division sont remplacés par la XXVIe division indienne, laquelle tient une ligne de défense au sud du village de Buthidaung. Malgré une tentative d'encerclement des Japonais, la division, dont les troupes sont épuisées, ne peut pas maintenir cette ligne de défense, et doit retirer vers la frontière indienne en abandonnant son équipement. 
Ce désastre contribue à ce qu'Irwin soit démis de ses fonctions. Son successeur, le général George Giffard, s'efforce d'améliorer l'administration de l'armée et le moral des troupes.

### Première expédition Chindit

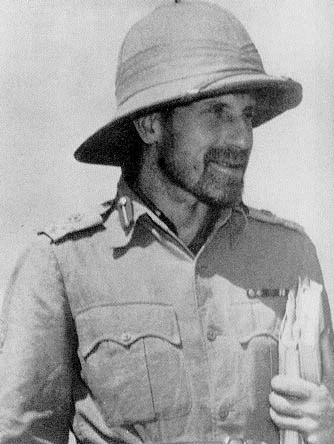
Orde Charles Wingate

Les Britanniques mènent ensuite une seconde offensive, plus controversée quant à ses résultats.  Sous le commandement du brigadier Orde Charles Wingate, la LXXVIIe brigade d'infanterie indienne, mieux connue sous le nom de Chindits, infiltre les lignes japonaises et pénètre profondément en Birmanie, dans le but de couper la voie ferroviaire nord-sud de la Birmanie.  L'opération (nom de code "Longcloth") avait été initialement conçue dans le cadre d'un vaste plan d'offensive, finalement annulé par manque de matériel. Afin de ne pas perdre le bénéfice de la formation accordée aux Chindits, Wingate poursuit quand même l'opération. 
3 000 hommes, répartis en plusieurs colonnes, pénètrent en Birmanie et infligent des dommages aux infrastructures japonaises dans le nord du pays interrompant pendant deux semaines les communications ferroviaires. Ils subissent toutefois de lourdes pertes, laissant sur le terrain 818 hommes, soit plus d'un quart des effectifs. Les survivants sont souvent frappés de maladies et se trouvent dans des conditions physiques déplorables.  Bien que les résultats concrets de l'opération Chindit aient été mis en doute, le raid est utilisé à des fins de propagande, afin de démontrer que les forces britanniques et indiennes peuvent agir et se battre dans la jungle tout aussi efficacement que les Japonais, qui avaient semblé plus à l'aise sur ce terrain lors de leur invasion de la Birmanie. 
Certains commandants japonais ont affirmé après la guerre que la décision de reprendre l'offensive en Birmanie plutôt que d'adopter une position de défense était directement liée aux opérations des Chindits.

### Zone frontalière
Des patrouilles continuelles sont menées à la frontière indo-birmane au sud d'Imphal, qui connaît également des combats sporadiques; chaque camp manque cependant des ressources nécessaires pour mettre sur pied des opérations décisives. La XVIIe division d'infanterie indienne tient des positions autour de la ville de Tedim, au bout d'une ligne d'approvisionnement précaire à 100 milles (161 km) au sud d'Imphal; des escarmouches ont lieu à cet endroit avec la XXXXIIIe armée impériale japonaise. Les Japonais, de leur côté, bénéficient d'une ligne de ravitaillement plus courte vers Kalewa, sur la rivière Chindwin, ce qui leur confère un avantage pour l'essentiel des années 1942 et 1943.
La Force V, une force armée irrégulière formée par le quartier général indien dans la région frontalière de la Birmanie et de l'Inde, effectue des patrouilles et des inspections sur l'essentiel du territoire régional, qu'aucun des deux camps ne contrôle intégralement. La zone frontalière représente cependant un objectif secondaire pour les Japonais.

### La route de Birmanie et la "Bosse"

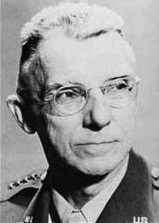
Joseph Stilwell

Un objectif important pour les Alliés est de pouvoir continuer à ravitailler la République de Chine, gouvernée par Tchang Kaï-chek, depuis l'Inde.  Cette ligne de ravitaillement, via Rangoon, est coupée lors de l'invasion de la Birmanie par les Japonais.  Le Quartier Général des liaisons, commandé par le général Joseph Stilwell organise une ligne de ravitaillement par transport aérien au-dessus de la chaîne de montagnes de l'Himalaya.  La route aérienne est désignée du nom de "la Bosse" (The Hump), qui est également utilisé pour qualifier l'ensemble de l'opération.  Les dangers naturels causent plusieurs pertes aux Alliés. À ce stade de la guerre les avions de transport alliés sont particulièrement vulnérables aux attaques des avions de chasse japonais, qui opèrent depuis la base de Myitkyina au nord de la Birmanie.
Stilwell insiste pour que les Alliés commencent la construction de la route de Birmanie pour effectuer une jonction entre la Chine à l'Inde, ce qui représente une tâche d'ingénierie monumentale.  Afin de construire cette route, dans un territoire occupé par les Japonais au nord et à l'est de la Birmanie, deux divisions des troupes chinoises préalablement revenues en Inde en 1942 sont rééquipées et entraînées par les Américains. À la suite des raids de Wingate et de l'expansion de ses forces durant la campagne de 1943-1944, les Américains forment une unité de pénétration profonde qui sera connue sous le nom de Merrill's Marauders; ils seront déployés dans la région de Ledo.
Les Américains fournissent également les unités logistiques, tout particulièrement les unités de construction des chemins de fer, ainsi que le personnel opérationnel de ceux-ci; les liens fluviaux et ferroviaires au nord et à l'est de la Birmanie s'en trouvent améliorés, préparant les offensives alliées de 1944.